# Polazk
Polazk bzw. Polozk (belarussisch Полацк/Polazk oder Полацак/Polazak, russisch Полоцк/Polozk, polnisch Połock, deutsch Plotzkow) ist die älteste Stadt von Belarus. Sie liegt im Norden des Landes an der Düna in der Wizebskaja Woblasz und ist Hauptstadt des Rajon Polazk. 2018 zählte die Stadt 84597 Einwohner. Im frühen Mittelalter war Polazk Zentrum des Fürstentums Polazk, das eines von drei aus der Kiewer Rus hervorgegangenen Fürstentümern auf dem Gebiet des heutigen Belarus, von diesem als Vorläuferstaaten postuliert. Westlich von Polazk liegt die große Trabantenstadt Nawapolazk.

## Geschichte

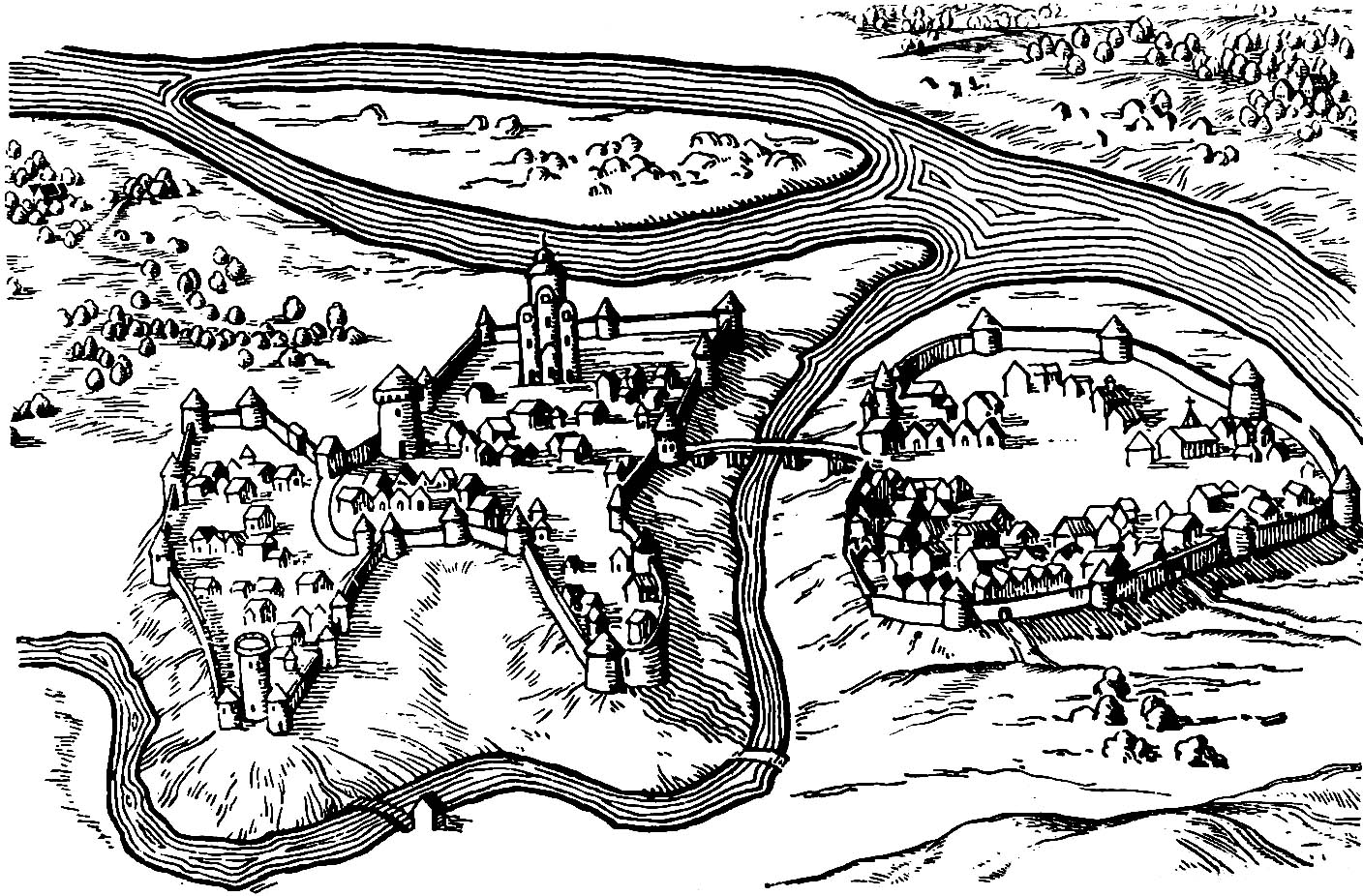

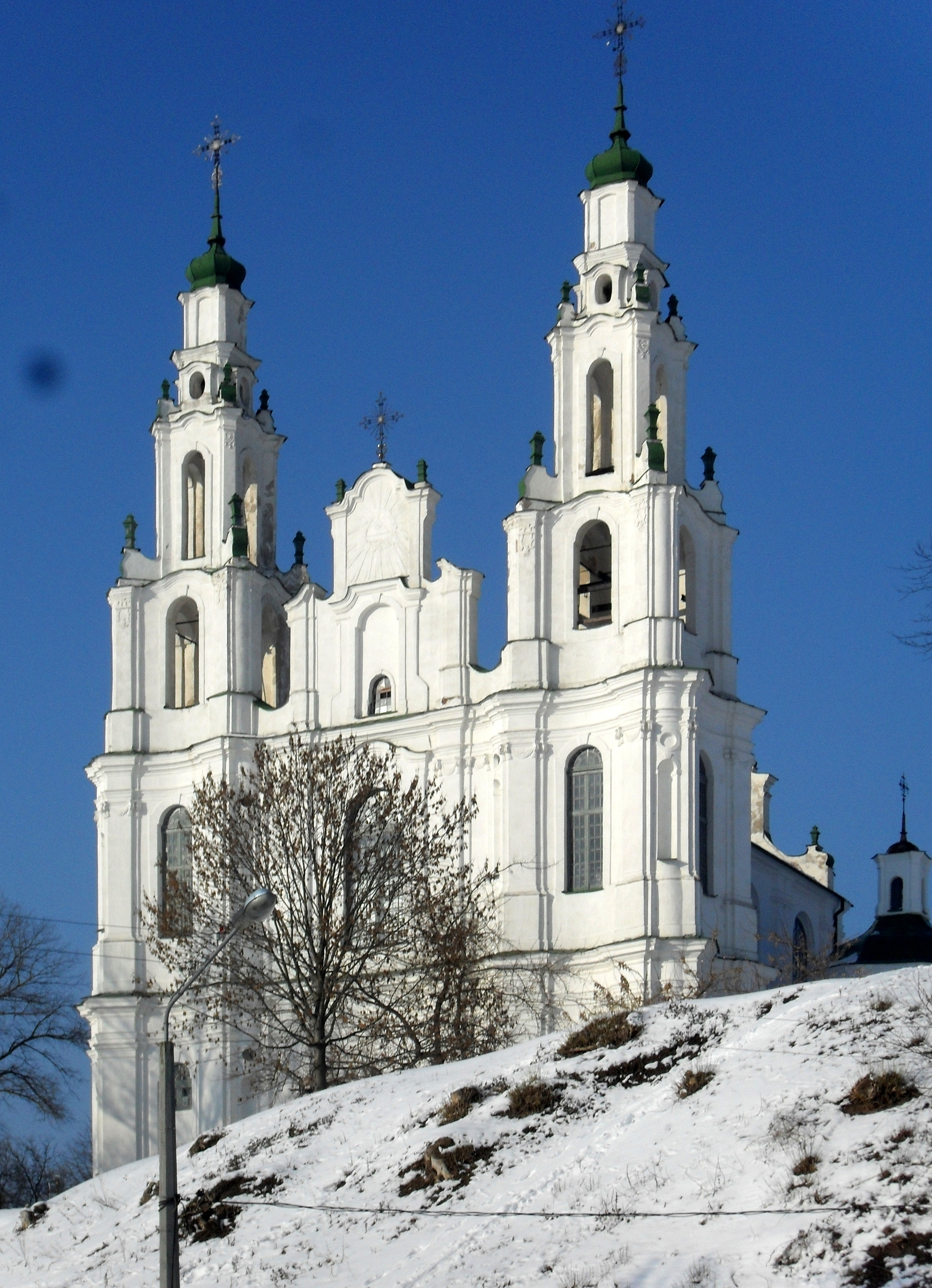
Basilika von Polazk

Der alte ostslawische Name Polotesk leitet sich vom Fluss Polota ab, der nahe der Stadt in die Düna mündet. Seit etwa 800 siedelten hier die ostslawischen Polotschanen. Die Wikinger verballhornten den Namen der Stadt zu Palteskja oder Paltejsborg.
Polazk ist eine der ältesten Städte der alten Rus. Schon im Jahre 862 wird es zusammen mit Murom und Beloozero erwähnt. Die nordischen Sagen beschreiben sie als die bestbefestigte Stadt der ganzen Rus.
Zwischen dem 10. und 12. Jahrhundert entwickelte sich das Fürstentum Polazk zum wichtigsten Machtzentrum auf belarussischem Gebiet, neben dem weniger wichtigen Turau im Süden. Mehrmals verteidigte es seine Selbständigkeit gegenüber anderen Zentren der Kiewer Rus und wurde zur politischen Hauptstadt und zum Bischofssitz. Von hier aus wurden die baltischen Untertanenländer im Westen kontrolliert. Der mächtigste Herrscher war Fürst Wseslaw Brjatschislawitsch (1044 bis 1101).
Seit 1307 war Polazk Teil des Großfürstentums Litauen und ein wichtiges Handelszentrum. Im Jahre 1498 wurde der Stadt das Magdeburger Recht verliehen. Mit der Verwaltungsreform Anfang des 16. Jahrhunderts wurde eine Wojewodschaft Polazk gegründet. Stefan Batory errichtete hier ein Jesuitenkollegium, dessen erster Rektor Piotr Skarga wurde. Die Truppen Iwans des Schreckliche eroberten am 15. Februar 1563 Polazk. Iwan ließ die Juden in der Stadt in der Düna ertränken, die Mönche des Zisterzienserklosters ermorden und Zehntausende nach Russland verschleppen. Zwar musste Iwan seine Eroberungen 16 Jahre später wieder zurückgeben, doch infolge der Verwüstungen und Zerstörungen durch die Russen begann der Niedergang der Stadt. Zu Beginn des russisch-polnischen Krieges von 1654 bis 1667 besetzten russische Truppen zeitweise die polnische Festung Polozk. Infolge der Ersten Teilung Polens wurde die Stadt 1772 dem Russischen Reich zugeschlagen; danach sank sie zu einem Provinznest ab.
Im Russlandfeldzug Napoleons fand hier am 17. und 18. August 1812 die Erste Schlacht bei Polozk zwischen russischen Truppen und den bayerischen Verbündeten Napoleons statt. Die bayerische Armee konnte das Feld behaupten und den russischen Angriff, der auf die Flanke des französischen Vormarsches zielte, abweisen. Das bayerische Kontingent der Grande Armée erlitt aber hohe Verluste. Die bayerischen Generale Erasmus von Deroy und Justus von Siebein fielen bei den Kämpfen. In der Zweiten Schlacht bei Polozk, die vom 18. bis 20. Oktober 1812 stattfand, siegte die russische Armee und war danach imstande, die Versorgung der Grande Armée zu gefährden und zu behindern.
1839 widerrief eine belorussische unierte Synode in Polotsk die Union von Brest und trat mit den verbliebenen unierten Gemeinden und Klöstern in Weißrussland zur Orthodoxie über.
Im Ersten Weltkrieg wurde Polazk im Zuge der Operation Faustschlag im Frühjahr 1918 während der Verhandlungen zum Friedensvertrag von Brest-Litowsk von deutschen Truppen besetzt, bis sich diese im November 1918 zurückzogen. Im Polnisch-Sowjetischen Krieg war Polazk von September 1919 bis Mai 1920 unter polnischer Kontrolle.
Beim deutschen Überfall auf die Sowjetunion im Zweiten Weltkrieg wurde Polazk am 16. Juli 1941 von der Wehrmacht erobert. Zu diesem Zeitpunkt lebten in der Stadt etwa 45.000 Menschen, von denen etwa 60 % Juden waren. Sehr viele von ihnen wurden im Holocaust ermordet. Nur 551 Polazker Juden lebten nach Kriegsende noch in der Stadt. Im Sommer 1944 wurde die Stadt durch die Kämpfe während der Operation Bagration zu über 90 % zerstört. Am 4. Juli 1944 wurde Polazk nach tagelangen Kämpfen durch die Rote Armee befreit. Nach dem Krieg wurde die Stadt von den überlebenden Bewohnern neu aufgebaut.

## Wappen
Beschreibung: In Blau eine dreimastige goldene Kogge mit zwei geblähten weißen Rahsegeln und drei Mastflaggen über einem silbernen Wellenschildfuß.

## Wirtschaft und Infrastruktur

### Verarbeitende Industrie
Die Stadt beherbergt mehrere Unternehmen der textil-, chemischen, metall- und holzverarbeitenden Industrie sowie der Branchen Maschinenbau, Druckindustrie und Glasfaserproduktion. Ein weiterer Schwerpunkt liegt auf der Lebensmittelwirtschaft.

#### Unternehmen
- Nasledie F. Skoriny: Druckerei, die sich mit ihrem Firmennamen auf die historischen Verdienste des ersten belarussischen Druckers Francysk Skaryna beruft, 1918 gegründet
- Technolit-Polazk: Herstellung von Kunst- und Graugussprodukten, 1923 gegründet
- Polazk Steklawolokno: Glasfaserproduktion, die einzige in Belarus, 1958 gegründet
- Polazkles, Sägewerk und Möbelherstellung. Das Tochterunternehmen der Mostowdrew AG beschäftigt sich mit Harzextraktion, der Bereitstellung von Holz zur Energiegewinnung und der Möbelproduktion.[4]
- Die Fabrik „Mona“, ein Tochterunternehmen der Mogoteks AG: Produktion von Uniformen, Berufskleidung und Wohntextilien[5]
- Polazkij winodel’tscheskij Sawod: Weinkellerei, 1929 gegründet
- Polazkij molotschnyj Kombinat: einer der größten Molkereibetriebe in der Wizebsker Region, 1944 gegründet
- Polazkie Napitki i Konzentraty: Herstellung und Abfüllung von Bier, Kwas und Mineralwasser, 1968 gegründet
- Polazkij Kombinat Chleboproduktow: Großbäckerei, 1974 gegründet

#### Unternehmen der Energiewirtschaft
In der sieben Kilometer entfernten Satellitenstadt Nawapolazk ist seit 1958 ein Zentrum der Erdölverarbeitung entstanden, das auf den Wirtschaftsstandort Polazk ausstrahlt. Die Ölraffinerie Naftan nahm 1963 ihren Betrieb auf. Seit 2010 verarbeitet das Unternehmen importiertes Rohöl zu leicht brennbaren Erdölprodukten (Heizöl, Hochofenbrennstoffe). Sie sind für den Export, den Inlandsverbrauch und für die Belieferung der belarussischen Petrochemie konzipiert. Aufgrund hoher Exportzölle vonseiten Russlands wird seit Sommer 2022 russisches Rohöl der Sorte Ural mit venezolanischem der Sorte Santa Barbara verarbeitet. Im Jahr 2017 beschäftigte das Unternehmen knapp 10.000 Mitarbeiter.

### Infrastruktur der Energiewirtschaft
Nach Polazk führen Rohrleitungen zum Transport von russischem Erdöl nach Belarus und in die baltischen Staaten Lettland und Litauen:
- Ölpipeline von Surgut nach Polazk
- Ölpipeline von Polazk nach Ventspils in Lettland
- Ölpipeline Unetscha nach Polazk
- Ölpipeline von Polazk nach Biržai in Litauen

## Verkehr

### Straßenverkehr
Polazk ist ein wichtiger Verkehrsknotenpunkt in der Region Wizebsk. Durch die Stadt führen die Republikstraßen  (Polazk – Brazlaw),  (Wizebsk – Polazk – lettische Grenze),  (Polazk – Rassony), P 45 (Polazk – Hlybokaje – litauische Grenze) und P 46 (Lepel – Polazk – russische Grenze).

### Öffentlicher Personenfernverkehr
Es gibt regelmäßige Busverbindungen zu baltischen Städten wie Riga, Tallinn und Daugavpils, nach Sankt Petersburg sowie nach Minsk, Wizebsk, Homel und Mahiljou.

### Öffentlicher Personennahverkehr
16 Buslinien fahren zu Zielen innerhalb der Stadt. In die benachbarte Trabantenstadt Nawapolazk kommt man mit den Linien Nr. 5, 10 und 10a.

## Kultur
Die Sophienkathedrale (1044–1066), die ihre Parallelen in den Sophienkathedralen von Kiew und Nowgorod (und letzten Endes in der Hagia Sophia von Konstantinopel) hatte, unterstreicht den herrschaftlichen Anspruch der Fürsten von Polazk. Das mittelalterliche Gebäude wurde allerdings im 18. Jahrhundert nach Entwurf des zur gleichen Zeit in Vilnius wirkenden Baumeisters Johann Christoph Glaubitz durch eine Barockkirche ersetzt. Das St.-Euphrosyne-Kloster enthält noch Bauteile des 12. Jahrhunderts, aber auch eine große neobyzantinische Kathedrale des Architekten Konstantin Thon.
Ehemals bestanden in Polazk auch die Jesuitenkirche und die römisch-katholische Nikolaus-Kathedrale.
In der Stadt ist der historisch-kulturelle Museenkomplex ansässig, dem folgende Museen angehören: Das landeskundliche Museum Polazk, das Museum für Buchdruckkunst, die als Museum fungierende Simeon-Polazki-Bibliothek, das Museum für traditionelle Webkunst der Paazerje-Region, das Museum für Kriegsruhm, das Museum für die Architekturgeschichte der Sophienkathedrale, das Kindermuseum, das Haus von Peter I., die Ausstellung „Прагулка па Ніжнепакроўскай“ (Spaziergang über die Nižnekaproŭskaja, die heute als Leninstraße bezeichnete ehemalige Hauptstraße im historischen Stadtzentrum) sowie die Kunstgalerie.
2003 eröffnete das Janka-Kupala-Theater Minsk eine Filiale in Polazk.
Im 12. Jahrhundert wirkte in Polazk die Nonne und Schriftstellerin Euphrosyne von Polazk (Преподобная Евфросиния Полоцкая, belaruss.: Ефрасіння Полацкая) (1110–1173), die Klöster errichten ließ, Bücher übersetzte und Literatur und Kunst förderte (etwa das als nationale Reliquie geltende „Euphrosynenkreuz“ des Polazker Handwerkers Lazarus Bohscha, das im Zweiten Weltkrieg verlorenging, und die kirchenslawischen Predigten und Schriften des Bischofs Kyrill von Turau, 1130–1182). Sie verstarb bei einer Pilgerreise nach Jerusalem. Ihre Gebeine wurden zunächst im Kiewer Höhlenkloster (Киево-Печерский монастырь) aufbewahrt, im Jahre 1910 aber nach Polazk überführt. Euphrosyne von Polazk gilt als Schutzheilige der Belarussen.
Der erste Drucker von Belarus, Francysk Skaryna, wurde um 1490 in Polazk geboren. Er druckte im Jahre 1517 die erste Bibel in ostslawischer Sprache (in Altruthenisch), nur wenige Jahrzehnte nach Gutenbergs Bibeldruck und wenige Jahre nach der ersten tschechischen Bibel (1506). Skaryna hatte mit seinen Leistungen als Buchdrucker, aber auch mit seinen Bibelübersetzungen in eine Form des Altweißrussischen bzw. Altruthenischen einen nachhaltigen Einfluss auf die weitere Entwicklung der belarussischen Sprache und gilt heute in Belarus als nationale Identifikationsfigur.
Im September 2003 wurde im Zuge der zehnten „Tage der belarussischen Literatur“ ein Denkmal für den belarussischen Buchstaben Ў enthüllt, der in keinem anderen kyrillischen Alphabet vorkommt.

## Bildung und Wissenschaft
In Polazk ist die historisch-philologische Fakultät der Staatlichen Eufrasinnja-Polackaja-Universität Polazk beheimatet. Alle anderen Einrichtungen der Universität befinden sich in Nawapolazk.

## Söhne und Töchter der Stadt
- Euphrosyne von Polazk (1110–1173), Schutzheilige der Belarussen
- Francysk Skaryna (1486–1541), erster Drucker in Belarus
- Symeon von Polazk (1629–1680), Schriftsteller der Belarussen
- Salomon Bennet (1767–1841), Kupferstecher
- Dmitri Kaigorodow (1846–1924), russischer Forstwissenschaftler, Ornithologe und Hochschullehrer
- Boris Galjorkin (1871–1945), Ingenieur und Mathematiker
- Mary Antin (1881–1949), Autorin von The Promised Land
- Olga Akimowa (1883–1969), Phykologin und Hochschullehrerin
- Georg Barkan (1889–1945), Pharmakologe
- Uladsimir Arlou (* 1953), Historiker und Dichter
- Natallja Katschanawa (* 1960), Politikerin
- Ihar Schytau (* 1986), Fußballspieler
- Dsmitryj Dsjubin (* 1990), Geher

## Ehrenbürger der Stadt
- Sinaida Tusnolobowa-Martschenko (1920–1980), sowjetische Trägerin der Florence-Nightingale-Medaille

## Verschiedenes
Ein Krater auf dem Mars trägt den Namen Polozk.

## Partnerstädte
- Alawerdi (Armenien)
- Danzig (Polen)
- Elektrostal (Russland)
- Friedrichshafen (Deutschland), seit 1990[9][10]
- Jarosław (Polen)
- Jonava (Litauen)
- Kamjanez-Podilskyj (Ukraine)
- Kansk (Russland)
- Obuchiw (Ukraine)
- Suojarwi (Russland)
- Tosno (Russland)
- Trakai (Litauen)
- Weliki Nowgorod (Russland)
- Welikije Luki (Russland)